# Cantó de Libèrçac
El cantó de Libèrçac és un cantó francès del departament de la Corresa, situat al districte de Briva la Galharda. Té 12 municipis i el cap és Libèrçac.

## Municipis
- Arnac e Pompador
- Benaias
- Baissac
- Baissenac
- Libèrçac
- Mont Gibaud
- Sent Julian
- Sent Martin Set Pers
- Sent Pardos Corbier
- Sent Sarnin las Volps
- Segur lo Chasteu
- Sent Aliég

## Història
| Data d'elecció                           | Identitat          | Partit                     | Qualitat |
| ---------------------------------------- | ------------------ | -------------------------- | -------- |
| 1970-2001                                | Jean Decaie        | Divers droite, després RPR |          |
| 2001-                                    | Jean-Pierre Decaie | UMP                        |          |
| les dades anteriors no són pas conegudes |                    |                            |          |
|                                          |                    |                            |          |

| 1962  | 1968  | 1975  | 1982  | 1990  | 1999  | 2006  |
| ----- | ----- | ----- | ----- | ----- | ----- | ----- |
| 8.359 | 8.906 | 8.449 | 8.186 | 7.706 | 7.328 | 7.358 |